# 3,4,5-Trimethoxyamphetamin
3,4,5-Trimethoxyamphetamin (TMA) ist ein psychedelisches Halluzinogen aus der Familie der Phenethylamine. Es wurde zuerst 1948 von dem Chemiker P. Hey an der University of Leeds synthetisiert, bevor es 1960 von Alexander Shulgin wiederentdeckt und resynthetisiert wurde.
TMA ist selten erhältlich, wesentlich seltener als TMA-2 oder TMA-6 (was wegen der wesentlich geringeren Potenz und dem ertragärmeren Absatz logisch erscheint), es wurde auf Freetekno- oder anderen Partys schon als TMA und „Meskalinpep“ verkauft (also als Meskalin- und Amphetamin-Mischung). Mitte 2005 wurde von der Österreichischen Kriminalpolizei im Raum Niederösterreich eine große Menge TMA sichergestellt, die zum Verkauf bestimmt war.
TMA ist in Deutschland ein nicht verkehrsfähiges Betäubungsmittel (BtMG, Anlage I).

## Chemie

Strukturformel mit Nummerierung von TMA

Chemisch gesehen ist TMA das Amphetaminanalog zu Meskalin (3,4,5-Trimethoxyphenethylamin). Es ist fast doppelt so potent wie Meskalin, was der alpha-Methylgruppe zugeschrieben werden kann, welche verhindert, dass es zu schnell von der Monoaminooxidase (MAO) abgebaut wird. In der Regel sind die Amphetaminanaloge potenter als die jeweiligen Phenethylamine. Eine Methoxygruppe an der 2er-Position (statt wie bei TMA an der 3er) des Phenylrings führt zu einer Erhöhung der Potenz (vermutlich ebenfalls durch Hemmung der MAO) wie man bei den Analogen TMA-2 und TMA-6 sehen kann.

## Pharmakologie
TMA entfaltet seine Wirkung über das noradrenerge, serotonerge und dopaminerge System, im Einzelnen liegen kaum Informationen vor.
Die Wirkungszeit beträgt je nach Dosis zwischen 6 und 8 Stunden.

## Anwendung
TMA wird in der Regel peroral eingenommen, es kann aber auch über die Nasenschleimhaut aufgenommen werden. Mit dem strukturell verwandten 2C-T-7 ist es durch diese Konsumform schon zu Todesfällen und damit dem Verbot der Substanz gekommen.